# Jennifer Doudnaová
Jennifer Anne Doudnaová, nepřechýleně Doudna (* 19. února 1964 Washington, D.C.) je americká biochemička.
Byla jednou z hlavních představitelek tzv. CRISPR revoluce, její práce byla základním kamenem CRISPR editace genomu. V roce 2012 společně s Emmanuellou Charpentierovou navrhly systém CRISPR-Cas9 jako programovatelný nástroj pro editaci genomu, což je považováno za jeden z nejdůležitějších objevů v historii biologie, v roce 2020 obě obdržely Nobelovu cenu za chemii. Jedná se o první Nobelovu cenu za vědu, kterou získaly výhradně dvě ženy.
Kromě Nobelovy ceny Doudnaová získala za svůj výzkum řadu poct a ocenění, např. Gruberovu cenu za genetiku (2015), kanadskou Gairdnerovu mezinárodní cenu (2016) a Wolfovu cenu za lékařství (2020), o něž se podělila s Charpentierovou. Byla zvolena členkou mnoha akademií a od roku 1997 je výzkumnicí Howard Hughes Medical Institute.

## Dětství a mládí
Jennifer Doudnaová se narodila 19. února 1964 ve Washingtonu, D.C. Její otec získal doktorát z anglické literatury na Michiganské univerzitě a matka, která byla v domácnosti, měla magisterský titul v oboru pedagogiky. Když bylo Jennifer sedm let, rodina se přestěhovala na Havaj, kde její otec učil americkou literature na univerzitě v Hilo. Matka získala na univerzitě druhý magisterský titul v oboru asijských dějin a vyučovala historii na místní střední škole. Jennifer byla fascinována havajskou přírodou, která v ní vzbudila zvědavost a touhu porozumět základním biologickým mechanismům. Otec rád četl o vědě a jednou dal Jennifer knihu Jamese Watsona z roku 1968 o objevu struktury DNA s názvem The Double Helix (tj. „Dvojitá šroubovice“), která pro ni byla velkou inspirací. Svůj zájem o vědu a matematiku rozvíjela také ve škole. V roce 1981 odmaturovala na střední škole v Hilo. Poté studovala biochemii na Pomona College v kalifornském Claremontu. Během prvního ročníku zapochybovala o své schopnosti věnovat se vědecké kariéře a ve druhém ročníku uvažovala o změně oboru na francouzštinu. Nicméně její učitel francouzštiny jí doporučil, aby zůstala u vědy. V roce 1985 získala bakalářský titul z biochemie.

## Vědecká kariéra

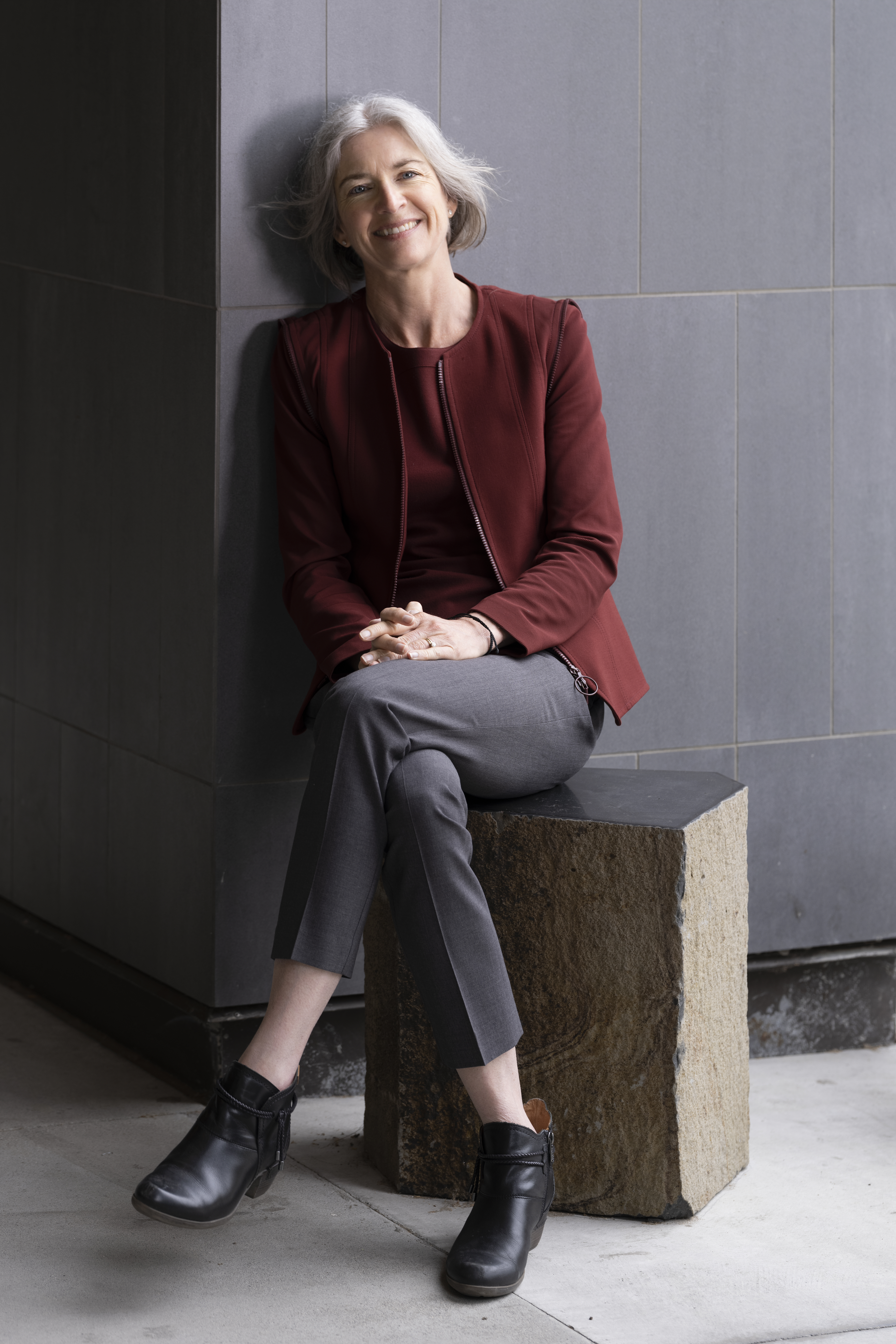
V roce 2021 v Innovative Genomics Institute

Pro doktorské studium si vybrala Harvard Medical School, kde pracovala v laboratoři amerického biochemika a genetika anglického původu Jacka W. Szostaka, který v roce 2009 získal Nobelovu cenu za fyziologii a medicínu, a v roce 1989 dokončila doktorát z biochemie. Poté  působila jako výzkumná pracovnice v oboru molekulární biologie v Massachusettské všeobecné nemocnici a v oboru genetiky na Harvard Medical School. V letech 1991-1994 byla postdoktorandkou Lucille P. Markey v oboru biomedicíny na University of Colorado v Boulderu, kde pracovala pod vedením amerického biochemika a molekulárního biologa Thomase R. Cecha, který v roce 1989 získal podíl na Nobelově ceně za chemii. V roce 1994 nastoupila na fakultu Yaleovy univerzity. V roce 2002 přešla na Kalifornskou univerzitu v Berkeley, kde působila jako profesorka biochemie a molekulární biologie. Od roku 2020 působí na téže univerzitě jako ředitelka Institutu inovativní genomiky, který vznikl ve spolupráci univerzit v Berkeley a San Franciscu. Její laboratoř se nyní zaměřuje na získání mechanistického porozumění biologickým procesům zahrnujícím RNA. Výzkum je rozdělen do tří hlavních oblastí: systém CRISPR, RNA interference a řízení translace prostřednictvím mikroRNA.
Na počátku své vědecké kariéry v letech 1991–1996 se Doudnaová věnovala odvození trojrozměrných struktur molekul RNA a pochopení jejich základních mechanismů. Podařilo se jí pomocí rentgenové krystalografie určit trojrozměrnou strukturu ribozymu, tím umožnit jeho srovnání se strukturou enzymů a  získat informace o katalytické aktivitě RNA.
Později zkoumala řízení genetické informace pomocí některých malých RNA a začala se zajímat o CRISPR, který je součástí bakteriálního imunitního systému. Bakterie si uchovávají fragmenty virové DNA ve specializovaných částech svého genomu, známých jako CRISPR (Clustered Regularly Interspaced Short Palindromic Repeats), aby mohly rozpoznat virus při příštím útoku. Používají k tomu krátkou RNA sekvenci ve spojení s enzymem Cas9, což jim umožňuje identifikovat virovou nukleovou kyselinu a bránit se před opakovaným napadením virem.

### Objev editace genomu CRISPR-Cas9

Komplex CRISPR-Cas9

V roce 2012 společně s kolegy objevila způsob, jak redukovat čas a práci nutnou k editaci genomu DNA. Její objev byl založen na proteinu označovaném Cas9, který byl nalezen v imunitním systému bakterie Streptococcus, kde spolupracuje s naváděcí RNA a funguje podobně jako nůžky. Protein napadá virovou DNA a zkracuje ji, čímž chrání bakterii před infekcí. Tento systém byl znám již dříve, ale teprve Doudnaová s Charpentierovou zjistili, že sekvenci vodicí RNA lze změnit tak, aby nasměrovala Cas9 na přesnou sekvenci DNA a dokázali tak využít různé RNA k programování stříhání a editace různých typů DNA. Jejich objevy byly dále zpracovávány jinými výzkumnými skupinami na aplikace v různých oborech, od buněčné biologie, přes výzkum rostlin a živočichů, až po nové možnosti léčby lidských onemocnění jako srpkovité anémie, cystické fibrózy, Huntingtonovy choroby a HIV.
Nevyhnutelným výsledkem rychlého pokroku v technologiích genetického inženýrství bylo genomové inženýrství u lidí. O jeho bezpečnosti se však vědělo jen málo a jeho použití k úpravě lidské DNA vyvolávalo etické obavy, zejména o to, zda by se technologie genomového inženýrství měly používat k úpravě vlastností, které nejsou spojeny s nemocí, jako je například inteligence. Počátkem roku 2015 Doudnaová  zorganizovala akci, která vyzvala k moratoriu na editaci lidského genomu, přednesla TED Talk o bioetických problémech při používání CRISPR. Vzhledem k rozšiřování editace genomu vícebuněčných organismů, pokračovala dále s přednášením o etických problémech spojených s funkčními změnami organismů pomocí CRISPR a spolu s kolegy vypracovala rámec okamžitých opatření na ochranu genomů lidských embryí před modifikací. Navzdory tomuto preventivnímu úsilí však v dubnu 2015 čínští vědci oznámili, že pomocí CRISPR-Cas9 upravili genomy lidských embryí.
V roce 2011 Doudnaová spoluzaložila společnost Caribou Biosciences, která měla komercializovat technologii CRISPR. Se Zhangem a dalšími založila v září 2013 společnost Editas Medicine, ale v červnu 2014 ze společnosti odešla. Je spoluzakladatelkou společnosti Intellia Therapeutics (2014), která je spin-off společností Caribou. V roce 2017 se podílela na vzniku Mammoth Biosciences, bioinženýrského technologického startupu se sídlem v San Francisku. Podnik se zaměřuje na zlepšení přístupu k biologickým testům, které řeší „výzvy v oblasti zdravotnictví, zemědělství, monitorování životního prostředí, biologické obrany a dalších“. Je také spoluzakladatelkou společnosti Scribe Therapeutics (2019), která je průkopníkem CasX, kompaktnějšího Cas9 nové generace, který dokáže účinně stříhat DNA.

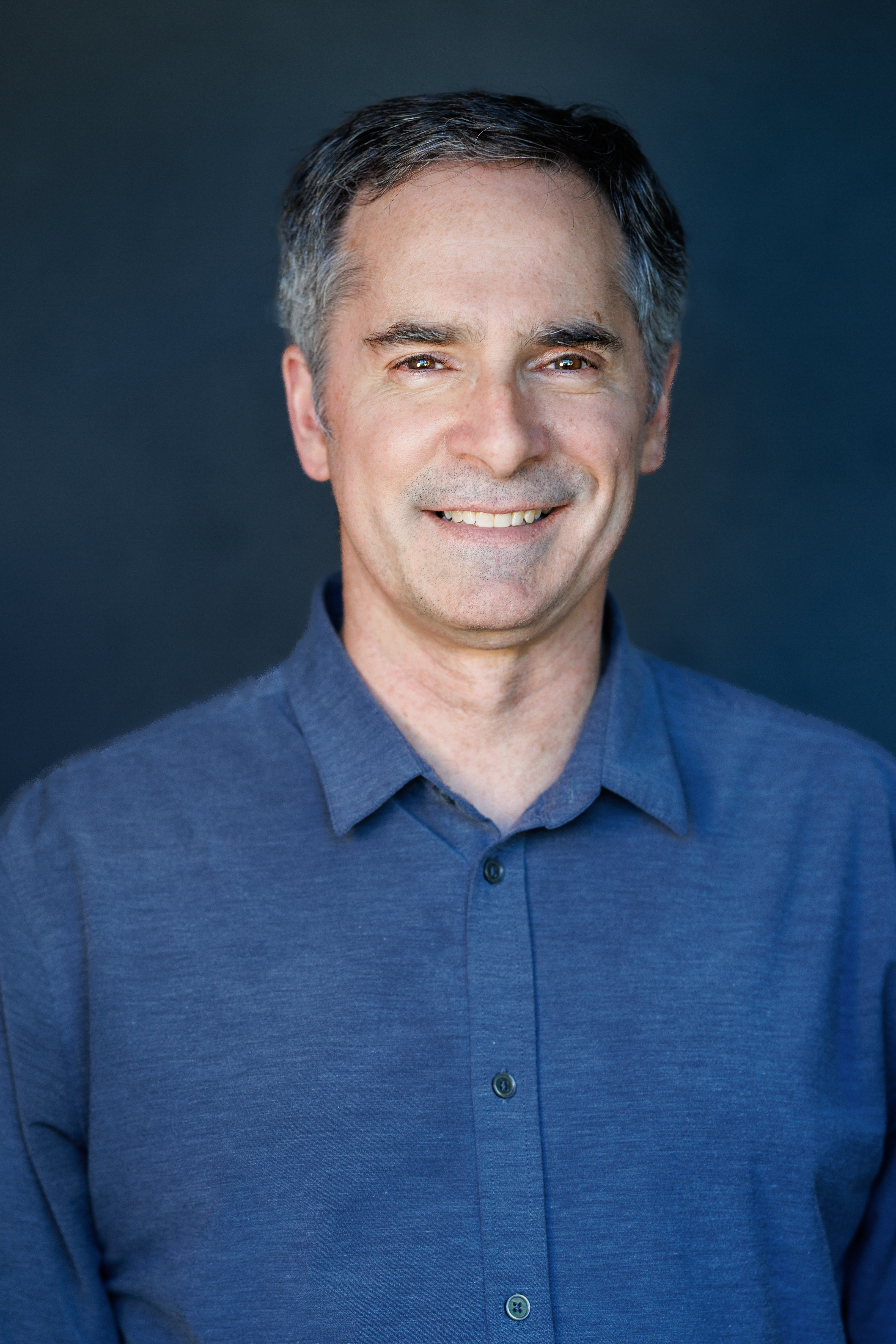
Manžel Jamie Cate v roce 2023

Spolu s kolegou Samuelem Sternbergem napsali v roce 2017 knihu A Crack in Creation: Gene Editing and the Unthinkable Power to Control Evolution (tj. „Trhlina ve stvoření: úprava genů a nepředstavitelná moc ovládat evoluci“). Dílo popisuje vzrušující příběh jejich významného vědeckého objevu široké veřejnosti.

## Osobní život
Doudnaová se poprvé provdala v roce 1988 za svého spolužáka z Harvardu Toma Griffina, ale jeho zájmy byly širší a méně zaměřené na výzkum než její, a tak se o několik let později rozvedli. Při práci na projektu na Coloradské univerzitě se seznámila s Jamiem Cateem, tehdy postgraduálním studentem. Společně pak odešli na Yaleovu univerzitu a v roce 2000 se na Havaji vzali. Cate se později stal profesorem na Massachusettském technologickém institutu a Doudnaová ho následovala do Bostonu na Harvard, ale v roce 2002 oba přijali místo na fakultě v Berkeley. V témže roce se jim narodil syn Andrew, který v současné době studuje elektrotechniku a informatiku na univerzitě v Berkeley. Cate je profesorem biochemie na Kalifornské univerzitě v Berkeley a pracuje na genové úpravě kvasinek, aby zvýšil jejich fermentaci celulózy pro výrobu biopaliv.